# Championnat de France de football de deuxième division 1982-1983
Navigation
Division 2 1981-1982 Division 2 1983-1984
Le Championnat de France de football Division 2 1982-1983 a vu la victoire du Stade rennais.

## Les 36 clubs participants
| Groupe A - Sporting Club Abbeville - Olympique d'Alès - Angers sporting club de l'Ouest - AS Angoulême - Association Sportive de Béziers - La Berrichonne de Châteauroux - AS Corbeil-Essonnes - EA Guingamp - Le Havre Athletic Club - AS Libourne - Limoges FC - Montpellier PSC - Nîmes Olympique - Union Sportive de Nœux-les-Mines - Racing Paris 1 - Stade rennais FC - US Valenciennes-Anzin - Entente Sportive Viry-Châtillon | Groupe B - Racing Club Franc-Comtois de Besançon - CS Blénod - Association sportive de Cannes football - USL Dunkerque - CS Louhans-Cuiseaux - Club Sportif de Fontainebleau - FC Gueugnon - Football Club Association Sportive de Grenoble - Olympique de Marseille - FC Martigues - Entente Montceau - OGC Nice - Union Sportive d'Orléans - Association Sportive Red Star - Stade de Reims - Stade Français 92 - CS Thonon - Sporting Club de Toulon |

## Classement final Groupe A
Victoire à 2 points
| Rang | Équipe                          | Pts | J  | G  | N  | P  | Bp | Bc | Diff |
| ---- | ------------------------------- | --- | -- | -- | -- | -- | -- | -- | ---- |
| 1    | Stade rennais FC                | 54  | 34 | 23 | 8  | 3  | 68 | 25 | +43  |
| 2    | Nîmes Olympique                 | 49  | 34 | 19 | 11 | 4  | 65 | 34 | +31  |
| 3    | US Valenciennes-Anzin           | 47  | 34 | 18 | 11 | 5  | 74 | 39 | +35  |
| 4    | Racing Paris 1                  | 43  | 34 | 17 | 9  | 8  | 60 | 28 | +32  |
| 5    | Le Havre AC                     | 41  | 34 | 15 | 11 | 8  | 54 | 39 | +15  |
| 6    | AS Angoulême                    | 38  | 34 | 13 | 12 | 9  | 39 | 30 | +9   |
| 7    | Montpellier PSC                 | 37  | 34 | 14 | 9  | 11 | 43 | 34 | +9   |
| 8    | EA Guingamp                     | 35  | 34 | 11 | 13 | 10 | 47 | 42 | +5   |
| 9    | Sporting Club Abbeville         | 35  | 34 | 15 | 5  | 14 | 35 | 39 | -4   |
| 10   | US Nœux-les-Mines               | 31  | 34 | 9  | 13 | 12 | 29 | 39 | -10  |
| 11   | AS Béziers                      | 29  | 34 | 9  | 11 | 12 | 33 | 43 | -10  |
| 12   | SCO Angers                      | 29  | 34 | 10 | 9  | 15 | 50 | 65 | -15  |
| 13   | LB Châteauroux                  | 29  | 34 | 9  | 11 | 14 | 38 | 55 | -17  |
| 14   | AS Libourne                     | 28  | 34 | 5  | 18 | 11 | 28 | 39 | -11  |
| 15   | Limoges FC                      | 28  | 34 | 10 | 8  | 16 | 30 | 51 | -21  |
| 16   | Olympique d'Alès                | 26  | 34 | 8  | 10 | 16 | 34 | 44 | -10  |
| 17   | Entente Sportive Viry-Châtillon | 19  | 34 | 5  | 9  | 20 | 21 | 58 | -37  |
| 18   | AS Corbeil-Essonnes             | 14  | 34 | 3  | 8  | 23 | 25 | 69 | -44  |

| Légende : Qualifications et relégations | Légende : Qualifications et relégations |
| --------------------------------------- | --------------------------------------- |
|                                         | Promu en Première division              |
|                                         | Participation aux barrages              |
|                                         | Relégation en troisième division        |
|                                         | Rétrogradation                          |
|                                         | P : Promu                               |

## Classement final Groupe B
Le SC Toulon finit premier du groupe.
 Victoire à 2 points
| Rang | Équipe                 | Pts | J  | G  | N  | P  | Bp | Bc | Diff |
| ---- | ---------------------- | --- | -- | -- | -- | -- | -- | -- | ---- |
| 1    | SC Toulon              | 52  | 34 | 21 | 10 | 3  | 68 | 17 | +51  |
| 2    | Stade de Reims         | 52  | 34 | 24 | 4  | 6  | 70 | 33 | +37  |
| 3    | OGC Nice               | 48  | 34 | 18 | 12 | 4  | 55 | 26 | +29  |
| 4    | Olympique de Marseille | 41  | 34 | 16 | 9  | 9  | 38 | 24 | +14  |
| 5    | USL Dunkerque          | 40  | 34 | 15 | 10 | 9  | 49 | 39 | +10  |
| 6    | FC Martigues           | 39  | 34 | 17 | 5  | 12 | 53 | 44 | +9   |
| 7    | AS Cannes              | 38  | 34 | 13 | 12 | 9  | 43 | 37 | +6   |
| 8    | US Orléans             | 34  | 34 | 10 | 14 | 10 | 32 | 35 | -3   |
| 9    | FCAS Grenoble          | 34  | 34 | 11 | 12 | 11 | 42 | 46 | -4   |
| 10   | AS Red Star            | 33  | 34 | 11 | 11 | 12 | 38 | 48 | -10  |
| 11   | RCFC Besançon          | 32  | 34 | 11 | 10 | 13 | 39 | 44 | -5   |
| 12   | FC Gueugnon            | 31  | 34 | 8  | 15 | 11 | 35 | 35 | 0    |
| 13   | CS Thonon              | 28  | 34 | 8  | 12 | 14 | 35 | 45 | -10  |
| 14   | CS Louhans-Cuiseaux    | 26  | 34 | 8  | 10 | 16 | 31 | 47 | -16  |
| 15   | Stade Français 92      | 25  | 34 | 8  | 9  | 17 | 32 | 50 | -18  |
| 16   | Entente Montceau       | 22  | 34 | 5  | 12 | 17 | 31 | 55 | -24  |
| 17   | CS Fontainebleau       | 21  | 34 | 4  | 13 | 17 | 21 | 55 | -34  |
| 18   | CS Blénod              | 16  | 34 | 4  | 8  | 22 | 18 | 50 | -32  |

| Légende : Qualifications et relégations | Légende : Qualifications et relégations |
| --------------------------------------- | --------------------------------------- |
|                                         | Promu en Première division              |
|                                         | Participation aux barrages              |
|                                         | Relégation en troisième division        |
|                                         | P : Promu                               |

Le conseil d'administration de la Ligue décide de maintenir Montceau-les-Mines et Alès en deuxième division.

## Barrages
- Match entre deuxième : Nîmes Olympique - Stade de Reims 3-1 / 0-1 (3-2)
- Barrage D1-D2 : FC Tours (D1) - Nîmes Olympique (D2) 1-1 / 1-3 (2-4)
- Match des champions : SC Toulon - Stade rennais FC 0-1 / 2-2 (2-3)

## Tableau d'honneur
- Montée en D1 : SC Toulon, Stade rennais FC, Nîmes Olympique
- Descente en D2 : FC Tours, FC Mulhouse, Olympique lyonnais
- Montée en D2 : Stade Quimpérois, Roubaix Football, CS Sedan-Ardennes, FC Sète, FC Villefranche Beaujolais, FC Yonnais
- Descente en D3 : CS Blénod, AS Corbeil-Essonnes, CS Fontainebleau, ES Viry-Châtillon, US Nœux-les-Mines

## Buteurs
| Place | Joueur               | Nationalité | Club                  | Buts | Groupe |
| ----- | -------------------- | ----------- | --------------------- | ---- | ------ |
| 1er   | Wlodzimierz Lubanski | Pologne     | US Valenciennes-Anzin | 28   | Gr A   |
| 1er   | Christian Dalger     | France      | SC Toulon             | 18   | Gr B   |